# Barranc de Peixerani
El Barranc de Peixerani és un barranc que té el naixement en el terme municipal d'Espot (Pallars Sobirà) i discorre principalment dins del terme municipal de la Vall de Boí (Alta Ribagorça), i dins el Parc Nacional d'Aigüestortes i Estany de Sant Maurici.

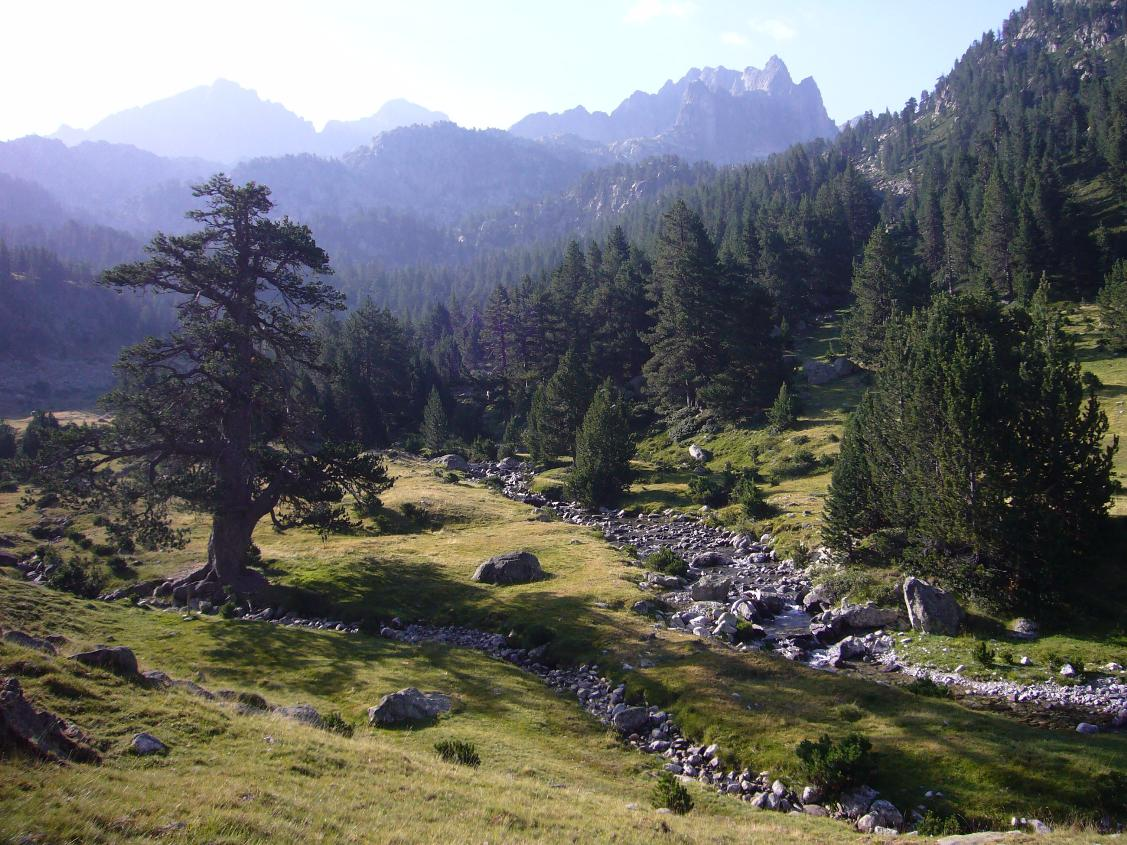
El Pi de Peixerani està situat en el tram final del Barranc de Peixerani.

És afluent per l'esquerra de la Vall de Sant Nicolau. Té el naixement a 2.296 metres, a l'Estany Nere, a la Coma d'Amitges. El seu curs discorre cap a l'oest; rep les aportacions de la Bassa de les Granotes per la dreta i del Barranc de la Coma d'Amitges per l'esquerra; desaigua a 1.999 metres, a la zona sud-oriental de l'Estany Llong.